# Гавайская пицца

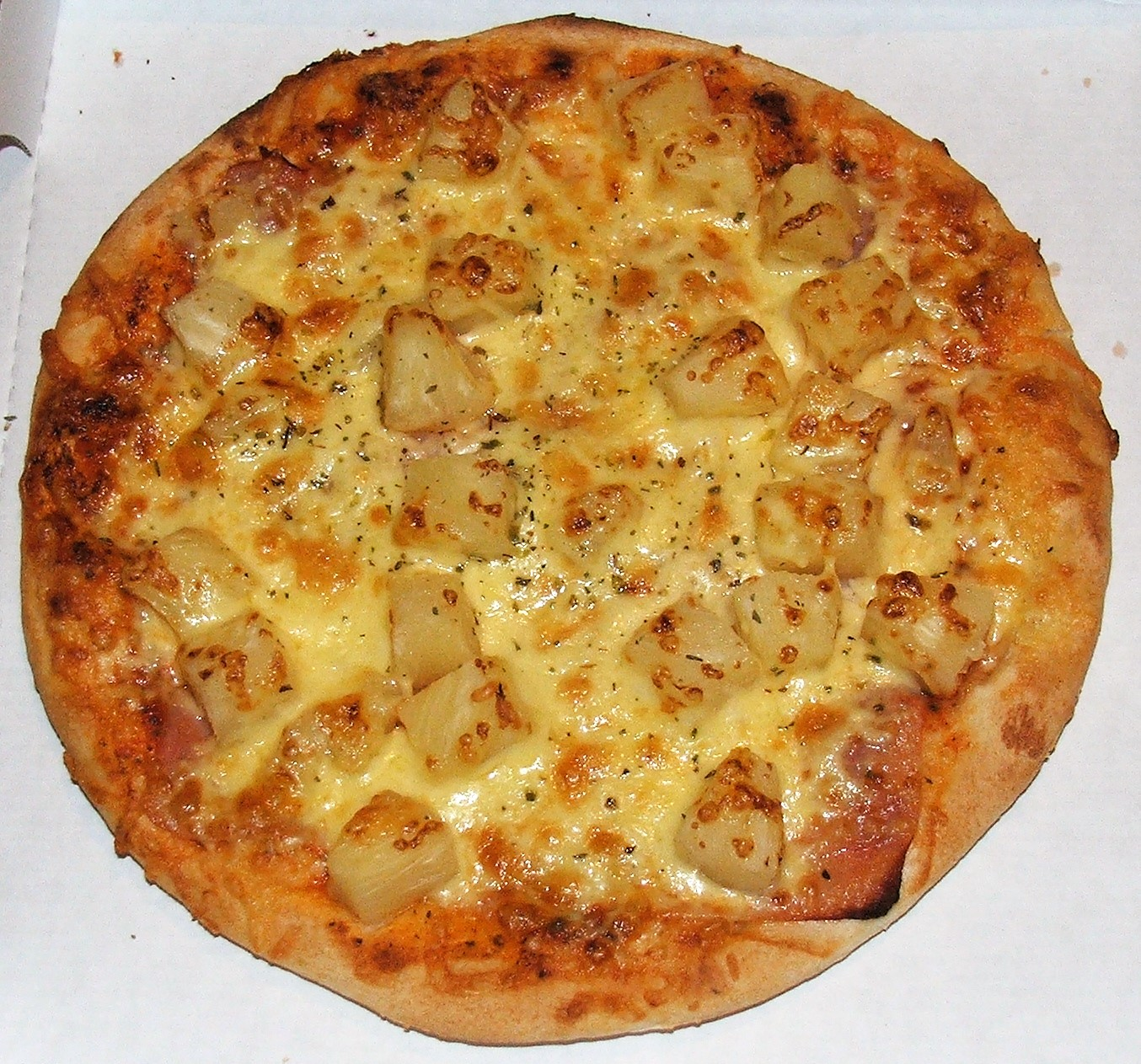
Гавайская пицца

Гавайская пицца (также ананасовая пицца) — пицца, приготовляемая с использованием белого соуса, сыра, ананасов, курицы и морепродуктов. В 2014 году журнал «Time» включил гавайскую пиццу в свой список «тринадцати самых значимых пицц всех времён» под номером 13. Опрос Харриса 2016 года, проведенный среди взрослых в США, показал, что ананас входит в тройку самых нелюбимых топпингов пиццы, после анчоусов и грибов.

## История
Канадец греческого происхождения Сэм Панопулос (1934—2017) утверждал, что придумал гавайскую пиццу и впервые приготовил её в ресторане «Satellite» в Чатеме, Онтарио, Канада, в 1962 году. На основе своего опыта приготовления китайских блюд, в которых обычно сочетаются сладкие и солёные ингредиенты, Панопулос экспериментировал с добавлением ананаса, ветчины, бекона и других видов начинки, изначально не являвшихся особенно популярными для приготовления пиццы. Рецепт, предполагающий добавление ананаса к традиционной для пиццы смеси томатного соуса и сыра с использованием ветчины либо бекона, вскоре получил популярность в Канаде, а затем распространился по пиццериям многих стран мира. Панопулос выбрал название «гавайская» в честь марки консервированного ананаса, который использовал для приготовления блюда.
В Германии гавайская пицца считается разновидностью гавайских тостов с ветчиной, ананасами и сыром, впервые приготовленных первым немецким телевизионным поваром Клеменсом Вильменродом в 1955 году.
Гавайская пицца в 1999 году была самой популярной пиццей в Австралии: на неё приходилось 15 % продаж всех разновидностей пиццы.
Обзор независимых предприятий, готовящих блюда категории «возьми с собой» и реализующих свою продукцию через сервис Just Eat, написанный в 2015 году, утверждает, что гавайская пицца является наиболее часто доступной.

## Критика
Согласно опросу YouGov Omnibus 2019 года, 12 % американцев, которые едят пиццу, говорят, что ананас входит в тройку их любимых начинок пиццы, а 24 % говорят, что ананас является одним из их наименее любимых топпингов (ещё выше этот показатель был только у 2 компонентов: анчоусов и баклажанов).
В 2017 году внимание к гавайской пицце привлёк президент Исландии Гвюдни Йоуханнессон, который на встрече со школьниками на вопрос о том, нравится ли ему пицца с ананасом, ответил, что она ему противна и он бы её с удовольствием запретил, а затем был вынужден оправдываться в facebook, что такого права у него нет. В Германии любителей гавайской пиццы часто обвиняют в отсутствии вкуса.
В 2024 году посетительница одной из римских пиццерий обнаружила в меню гавайскую пиццу по цене 100 евро, в 10 раз дороже, чем «Маргарита» или «Четыре сыра». По мнению заведения, завышенная цена на гавайскую пиццу возместит моральный ущерб пиццайоло.